# معصومة أباد
معصومه أباد (بالفارسية: معصومه آباد) (5 سبتمبر 1962) مؤلفة وأستاذة جامعية وسياسية محافظة إيرانية.وهي عضوة في مجلس المدينة الصحية الرابع في طهران ومديرة قسم الصحة في مجلس مدينة طهران. ألّفت معصومة كتاب أنا على قيد الحياة.

## الأسر
لعبت معصومة خلال الحرب الإيرانية العراقية دورًا مهمًا في بناء وإدارة المستشفيات والعيادات الطبية الأخرى لجمعية الهلال الأحمر الإيراني IRCS. وبعد ثلاثة وثلاثين يومًا من بداية الحرب، تم القبض على معصومة آباد، البالغة من العمر 17 عامًا في ذلك الوقت، وفاطمة ناهيدي ومريم بهرامي وحليممة أزمودة من قبل القوات العسكرية العراقية في معشور على طريق عبادان السريع في 15 أكتوبر عام 1980 كانوا في مهمة الهلال الأحمر في البداية، وتم إرسال آباد ونهيدي وبهرامي وعزمودة إلى معسكر تنومة الحدودي، ثم أُرسلوا من أجل الاستجواب إلى وكالة صدام السرية ثم سجن الرشيد. نُقلت معصومة ورفاقها مرة أخرى بعد فترة من الوقت إلى معسكرات الموصل والأنبار. وأُلق سراحها بعد ثلاث سنوات وستة أشهر، في 21 أبريل عام 1983.
أنا على قيد الحياة هو كتاب من تأليف معصومة آباد تعرض بالتفصيل تجربتها خلال الحرب العراقية الإيرانية. الكتاب عبارة عن مذكرات معصومة خلال فترة أسرها في أثناء الحرب. حصل هذا الكتاب على جائزة اكتاب المقدس للدفاع السادسة عشر في إيران. يناقش هذا الكتاب بعض أدوار النساء الإيرانيات اللائي شاركن في الحرب.

## التعليم
حصلت معصومة آباد على درجة البكالوريوس في التمريض من جامعة العلوم الطبية الإيرانية في عام 1989، وماجستير في الصحة العامة من جامعة إيران للعلوم الطبية في عام 1996 ودكتوراه في الصحة العامة من جامعة شهيد بهشتي في عام 2011.